# Подойніцинське сільське поселення
Подойні́цинське сільське поселення (рос. Подойницынское сельское поселение) — сільське поселення у складі Балейського району Забайкальського краю Росії.
Адміністративний центр — село Подойніцино.

## Населення
Населення сільського поселення становить 1075 осіб (2019; 1204 у 2010, 1455 у 2002).

## Склад
До складу сільського поселення входять:
| Населений пункт     | Населення, осіб (2002) | Населення, осіб (2010) |
| ------------------- | ---------------------- | ---------------------- |
| Бочкарьово, село    | 83                     | 67                     |
| Буторіно, село      | 168                    | 122                    |
| Верхній Кокуй, село | 187                    | 142                    |
| Ложниково, село     | 171                    | 124                    |
| Онохово, село       | 177                    | 139                    |
| Подойніцино, село   | 548                    | 484                    |
| Ургучан, село       | 121                    | 126                    |